# 东南隅街道
东南隅街道，是中华人民共和国河南省洛陽市老城区下辖的一个乡镇级行政单位。

## 行政区划
东南隅街道下辖以下地区：
古楼社区和东城门社区。